# 迪亚德尼丝·卢纳
迪亚德尼丝·卢纳·卡斯特利亚诺（西班牙語：Diadenis Luna Castellano，1975年9月11日—），古巴女子柔道运动员。她曾代表古巴参加1996年夏季奥林匹克运动会柔道比赛，获得女子72公斤级铜牌。